# Cerastium danguyi
Cerastium danguyi är en nejlikväxtart som beskrevs av Macbride. Cerastium danguyi ingår i släktet arvar, och familjen nejlikväxter. Inga underarter finns listade i Catalogue of Life.